# المنظمة العربية للتنمية الزراعية
المنظمة العربية للتنمية الزراعية هي مؤسسة أنشأتها جامعة الدول العربية لتطوير وتنمية الزراعة في الدول العربية ومقرها في الخرطوم عاصمة جمهورية السودان.

## النشأة
اتفقت الدول العربية على تأسيس المنظمة العربية للتنمية الزراعية كمؤسسة عربية متخصصة في مجالات التنمية الزراعية وذلك رغبةً من تلك الدول في إرساء كيانها الزراعي والاقتصادي وتأكيداً على أهمية زيادة الجهود المبذولة في القطاع الزراعي لاستغلال الموارد المتاحة استغلالاً اقتصادياً لسد حاجات الدول العربية في القطاعات الاقتصادية الأخرى، وقد وافق مجلس جامعة الدول العربية على إنشاء المنظمة بموجب قراره رقم(2635) وذلك في تاريخ 11 من مارس عام 1970م وبدأت المنظمة في مباشرة أعمالها عام 1972.

## أهداف المنظمة
جاءت المنظمة العربية للتنمية الزراعية تهدف إلى تنمية الروابط بين الدول العربية وتنسيق التعاون فيما بينها في النشاطات الزراعية مثل:
- تنمية الموارد الطبيعية والبشرية المتوفرة في القطاع الزراعي وتحسين وسائل وطرق استثمارها على أسس علمية.
- رفع الكفاءة الإنتاجية الزراعية سواء الحيوانية أو النباتية وبلوغ التكامل الزراعي المنشود بين الدول العربية.
- تسهيل تبادل المنتجات الزراعية بين الدول العربية.
- صيانة المراعى والغابات في الوطن العربي.
- زيادة الإنتاج الزراعي لتحقيق الاكتفاء الذاتي.
- دعم إقامة المشاريع الزراعية.

## الهيكل التنظيمي

### السلطة التشريعية
تتمثل في الجمعية العمومية والمجلس التنفيذي المنتخب بواسطتها والذي يتكون من سبعة وزراء زراعة عرب.

### السلطة التنفيذية
هي الإدارة العمة التي تتمثل في:
- مدير عام
- نائب مدير عام
- مستشار فني
- مستشار قانوني
- جهاز فني يتكون من إدارات ومراكز ووحدات متخصصة.
- خبراء المنظمة الذين يعملون بالأقسام التابعة للإدارات.
- الخبراء العاملين بالمشروعات التنفيذية ومكاتب المنظمة.

## الدول الأعضاء

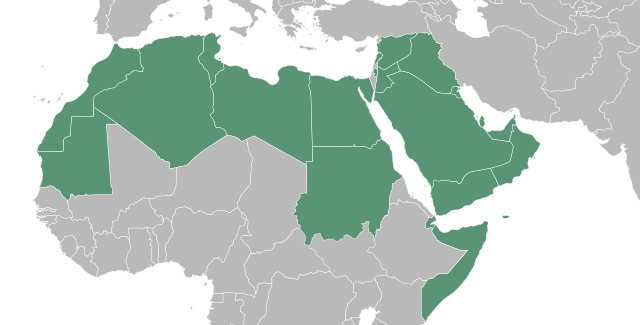
خريطة الدول العربية

اكتملت عضوية المنظمة في عام 1980 بانضمام كافة الدول العربية المنضمة لجامعة الدول العربية لها وهي:
- مصر
- ليبيا
- تونس
- الجزائر
- المغرب
- موريتانيا
- السودان
- الصومال
- سوريا
- لبنان
- الأردن
- فلسطين
- السعودية
- الإمارات العربية المتحدة
- الكويت
- البحرين
- عمان
- قطر
- العراق
- اليمن
- جيبوتي
- جزر القمر

## إنجازات المنظمة
حققت المنظمة العديد من الإنجازات في مجالات مختلفة مثل:

### الأنشطة الدراسية والبحثية
- دراسة الموارد الطبيعية في الوطن العربي.
- دراسة اقتصاد الغذاء في الدول العربية.
- برنامج الأمن الغذائي العربي.
- دراسة المناخ الزراعي في 20 دولة عربية.
- دراسة مكافحة التصحر في الوطن العربي.
- دراسة تنمية وتطوير المراعى في الوطن العربي.
- إصدار التقرير السنوي لأوضاع الأمن الغذائي العربي.

### أنشطة التنمية البشرية
الأنشطة في مجالات:
- تطوير إنتاج المحاصيل الزراعية والثروة الحيوانية والسمكية والدواجن.
- مكافحة الأمراض وآفة في المحاصيل الزراعية والثروة الحيوانية.
- التنمية الريفية.
- تصنيف التربة وتقويم الأراضى.
- ترشيد استهلاك المياه وتحسين كفاءة الري.
- إدارة المعلومات الزراعية إلكترونياً.

### أنشطة المشروعات التنفيذية
- تطوير المشاتل وإنتاج الشتلات.
- تطوير إنتاج النخيل.
- تربية النحل وإنتاج العسل.
- تنمية الثروة الحيوانية.
- إنشاء السدود الصغيرة.
- تنمية الموارد المائية.
- استخدام الطاقة الشمسية لحماية البيئة.

## وصلات خارجية
- الموقع الرسمي